# کلاب هارمونی
کلاب هارمونی (به انگلیسی: Club Harmony) یک کشتی است که طول آن ۵۷۱٫۸ فوت (۱۷۴٫۳ متر) می‌باشد. این کشتی در سال ۱۹۶۹ ساخته شد.